# Fosliella
Fosliella, rod morskih crvenih algi opisan 2019. godine, i smješten u porodicu Hydrolithaceae. Postoji pet priznatih vrsta

## Vrste
1. Fosliella fertilis (Me.Lemoine) Segonzac
2. Fosliella mediterranea Feldmann
3. Fosliella minuta W.R.Taylor
4. Fosliella paschalis (Me.Lemoine) Setchell & N.L.Gardner
5. Fosliella valida Adey & P.J.Adey, nom. inval. 1973